# Carlos Caballero
Carlos Caballero Pérez (Alcorcón, 5 ottobre 1984) è un ex calciatore spagnolo, di ruolo centrocampista.

## Carriera
Ha giocato nella massima serie dei campionati spagnolo e greco e nella seconda divisione spagnola.